# Laura Borràs
Laura Borràs i Castanyer (pron. catalana: /ˈlaw.ɾə buˈras i kəs.təˈɲe/; Barcellona, 5 ottobre 1970) è una politica e filologa spagnola, presidente del Parlamento della Catalogna dal 12 marzo 2021.

## Biografia
Nata nel 1970 a Barcellona, Borràs ha studiato filologia catalana, laureandovisi nel 1993, all'Università di Barcellona, e ha anche un dottorato in filologia romanza ottenuto nel 1997 presso la stessa università; è specializzata in teoria della letteratura e letteratura comparata, che insegna presso il suddetto ateneo. Tra il 2013 e il 2018 è stata direttrice dell'Institució de les Lletres Catalanes.
Borràs è stata membro del Parlamento della Catalogna dal gennaio 2018 a maggio 2019, tornandolo ad essere di nuovo da marzo 2021. Tra giugno 2018 e marzo 2019 è stata Consigliere alla Cultura della Catalogna. È stata anche membro del Congresso dei Deputati da maggio 2019 a marzo 2021. Nel febbraio 2021 si è candidata alle elezioni catalane, arrivando terza con la sua formazione per numero di voti ottenuti.

## Vita privata
È sposata con Xavier Botet del Castillo con il quale ha una figlia, Marta.